# EHF Champions Trophy
Die Champions Trophy im Handball, bis Sommer 2007 bekannt unter den Namen EHF European Club Championship oder deutsch Vereinseuropameisterschaft, wurde von der Europäischen Handballföderation (EHF) bis 2008 veranstaltet. Sie wurde bei den Frauen seit 1994, bei den Männern seit 1996 ohne Unterbrechung durchgeführt. Neben den Siegern der drei höchsten Europapokale nahm die Heimmannschaft des Austragungsortes teil, zumeist ebenfalls eine europäische Topmannschaft. So waren zwei Halbfinalspiele möglich, aus denen die Finalteilnehmer ermittelt wurden. Die Verlierer der Halbfinalbegegnungen spielten in einem Spiel um den dritten Platz gegeneinander. Das Event fand an einem Wochenende statt, es verlief also im Final-Four-Modus.
Der Sieger des vierthöchsten und damit niedrigsten Europapokals, des EHF Challenge Cups, nahm nicht an dem Wettbewerb teil. Dies lag auch an der sportlichen Unterlegenheit der Teilnehmer, seitdem der EHF-City-Cup umbenannt wurde und die Vertreter der starken Nationen wie Deutschland, Spanien und Frankreich nicht mehr teilnahmen.
Für Männermannschaften gab es von 1979 bis 1983 bereits fünf Auflagen einer Vereins-Europameisterschaft, des IHF-Goldpokals. Dieser wurde direkt nach der Europapokal-Saison zwischen dem Sieger im Europapokal der Landesmeister und dem Sieger im Europapokal der Pokalsieger ausgespielt. Der Wettbewerb wurde, da die EHF noch nicht existierte, von der International Handball Federation ausgerichtet.
2007 fand die Champions Trophy erstmals unter neuem Namen und nicht auf deutschem oder spanischem Boden statt.

## Finalübersicht

### Männer
IHF-Goldpokal
| Jahr | Ort      | Sieger EC der Landesmeister | Spielergebnisse | Sieger EC der Pokalsieger |
| ---- | -------- | --------------------------- | --------------- | ------------------------- |
| 1979 | Dortmund | TV Großwallstadt            | 09 : 14         | VfL Gummersbach           |
| 1980 | München  | TV Großwallstadt            | 19 : 15         | CB Alicante               |
| 1981 | Dortmund | SC Magdeburg                | 24 : 19         | TuS Nettelstedt           |
| 1982 | Rostock  | Honvéd Budapest             | 27 : 31 n. V.   | SC Empor Rostock          |
| 1983 | Dortmund | VfL Gummersbach             | 17 : 16         | SKA Minsk                 |

EHF European Club Championship/Champions Trophy
| Jahr | Finale      | Finale          | Finale          | Finale          |
| Jahr | Ort         | Sieger          | Spielergebnisse | Finalist        |
| ---- | ----------- | --------------- | --------------- | --------------- |
| 1996 | Bielefeld   | FC Barcelona    | 27 : 24         | BM Granollers   |
| 1997 | Irún        | FC Barcelona    | 25 : 20         | Bidasoa Irún    |
| 1998 | Barcelona   | FC Barcelona    | 28 : 22         | RK Zagreb       |
| 1999 | Magdeburg   | FC Barcelona    | 26 : 25         | SC Magdeburg    |
| 2000 | Pamplona    | SDC San Antonio | 28 : 24         | FC Barcelona    |
| 2001 | Kiel        | SC Magdeburg    | 21 : 20         | SDC San Antonio |
| 2002 | Magdeburg   | SC Magdeburg    | 31 : 30         | KC Veszprém     |
| 2003 | Valladolid  | FC Barcelona    | 30 : 29         | BM Valladolid   |
| 2004 | Ciudad Real | RK Celje        | 30 : 29         | THW Kiel        |
| 2005 | León        | BM Ciudad Real  | 37 : 28         | SC Magdeburg    |
| 2006 | Köln        | BM Ciudad Real  | 36 : 31         | VfL Gummersbach |
| 2007 | Celje       | THW Kiel        | 38 : 34         | RK Celje        |
| 2008 | Veszprém    | BM Ciudad Real  | 32 : 28         | KC Veszprém     |

### Frauen
| Jahr | Finale            | Finale                       | Finale            | Finale                |
| Jahr | Ort               | Sieger                       | Spielergebnisse   | Finalist              |
| ---- | ----------------- | ---------------------------- | ----------------- | --------------------- |
| 1994 | Viborg            | Hypo Niederösterreich        | 25 : 23           | TuS Walle Bremen      |
| 1995 | Wolgograd         | Rotor Wolgograd              | 27 : 21           | Debreceni VSC         |
| 1996 | Koprivnica        | Podravka Koprivnica          | 22 : 21           | TV Lützellinden       |
| 1997 | Ljubljana         | Mar Valencia                 | 27 : 25           | Istochnik Rostow      |
| 1998 | Silkeborg         | Ikast-Bording Elite Håndbold | 25 : 24           | Bækkelagets SK        |
| 1999 | Viborg            | Dunaferr SE                  | 28 : 27           | Bækkelagets SK        |
| 2000 | Wien              | Hypo Niederösterreich        | 27 : 24           | Wolgograd AKVA        |
| 2001 | Aarhus            | Viborg HK                    | 23 : 22           | Motor Saporoschje     |
| 2002 | Skopje            | Kometal Gjorče Petrov Skopje | 30 : 28           | Ikast-Bording EH      |
| 2003 | Farum             | RK Krim Ljubljana            | 33 : 28           | Slagelse DT           |
| 2004 | Leipzig           | RK Krim Ljubljana            | 34 : 25           | Hypo Niederösterreich |
| 2005 | nicht ausgetragen | nicht ausgetragen            | nicht ausgetragen | nicht ausgetragen     |
| 2006 | Viborg            | Viborg HK                    | 31 : 26           | RK Krim Ljubljana     |
| 2007 | Râmnicu Vâlcea    | CS Oltchim Râmnicu Vâlcea    | 23 : 19           | Swesda Swenigorod     |
| 2008 | Tschechow         | Swesda Swenigorod            | 28 : 27           | Hypo Niederösterreich |

## Erfolgreichste Nationen und Teams

### EHF-Champions-Trophy-Siege nach Nationen (Männer)
| Rang | Nation                     | Titel |
| ---- | -------------------------- | ----- |
| 1.   | Spanien                    | 9     |
| 2.   | Deutschland (auch als DDR) | 8     |
| 3.   | Slowenien                  | 1     |

### EHF-Champions-Trophy-Siege nach Nationen (Frauen)
| Rang | Nation                                              | Titel |
| ---- | --------------------------------------------------- | ----- |
| 1.   | Dänemark                                            | 3     |
| 2.   | Österreich / Slowenien / Russland                   | 2     |
| 5.   | Kroatien / Spanien / Ungarn / Mazedonien / Rumänien | 1     |

### EHF-Champions-Trophy-Siege nach Vereinen (Männer)
| Rang | Verein                                                                      | Titel |
| ---- | --------------------------------------------------------------------------- | ----- |
| 1.   | FC Barcelona                                                                | 5     |
| 2.   | SC Magdeburg / BM Ciudad Real                                               | 3     |
| 4.   | VfL Gummersbach                                                             | 2     |
| 5.   | TV Großwallstadt / SC Empor Rostock / SDC San Antonio / RK Celje / THW Kiel | 1     |

### EHF-Champions-Trophy-Siege nach Vereinen (Frauen)
| Rang | Verein | Titel |
| ---- | --- | ----- |
| 1.   | Hypo Niederösterreich / RK Krim Ljubljana / Viborg HK                                                                                             | 2     |
| 3.   | Rotor Wolgograd / Podravka Koprivnica / Mar Valencia / Ikast FS / Dunaferr SE / Kometal DP Skopje / CS Oltchim Râmnicu Vâlcea / Swesda Swenigorod | 1     |